# 1714 în literatură
Anul 1714 în literatură a implicat o serie de evenimente și cărți noi semnificative.  

## Cărți noi
- Dimitrie Cantemir începe scriere la Descriptio Moldaviae
- Anonim - A Compleat Key to The Dispensary
  - - The Court of Atalantis (attribuită lui Delarivière Manley, dar posibil de John Oldmixon sau alții)
  - - The Ladies Tale (povestiri)
  - - The Ladies Library (editura Richard Steele)
- John Arbuthnot - A Continuation of the History of the Crown-Inn
  - - A Postscript to John Bull
- Daniel Defoe - A Secret History of the White-Staff
- William Diaper - An Imitation of the Seventeenth Epistle of the First Book of Horace
- Thomas Ellwood - The History of the Life of Thomas Ellwood
- Laurence Eusden - A Letter to Mr Addison, on the King's Accession to the Throne
- Abel Evans - Prae-existence: A poem, in imitation of Milton
- Sir John Fortescue - The Difference between an Absolute and a Limited Monarchy (scrisă în cca. S1473)
- John Gay - The Shepherd's Week
- Charles Gildon - A New Rehearsal
- Anthony Hamilton - Memoirs of the Life of the Count de Grammont (traducere de Abel Boyer)
- Samuel Jones - Poetical Miscellanies on Several Occasions
- William King et al. - The Persian and the Turkish Tales, Compleat
- Gottfried Leibniz - La Monadologie
- John Locke - The Works of John Locke (postum)
- Bernard de Mandeville - The Fable of the Bees
- Delarivière Manley - The Adventures of Rivella; or, The History of the Author of the Atalantis
- Alexander Pope - The Rape of the Lock
- Nicholas Rowe - Poems on Several Occasions
- William Shakespeare - The Works of Mr William Shakespear (ed. Nicholas Rowe, ediția a 3-a)
- "Captain" Alexander Smith - The History of the Lives of the Most Noted Highway-men, Foot-pads, House-breakers, Shop-lifts, and Cheats...
- Richard Steele - The Crisis
  - - The Englishman (collection and end of the periodical)
  - - The Lover (periodical)
  - - Mr Steele's Apology for Himself and his Writings
  - - Poetical Miscellanies (de Pope, Thomas Parnell, John Gay, Thomas Warton, Edward Young și alții)
  - - The Public Spirit of the Tories
  - - The Reader (periodice)
- Jonathan Swift - The First Ode of the Second Book of Horace Paraphras'd
  - - The Public Spirit of the Whigs
- Ned Ward - The Field-Spy
- Edward Young - The Force of Religion